# Lipov prelec
Lipov prelec ali lunik (znanstveno ime Phalera bucephala) je vrsta metulja iz družine hrbtorožk, ki poseljuje Evropo in severno Azijo.

## Opis
Odrasli metulji imajo razpon kril med 55 in 68 mm. Sprednja krila so siva, na zunanjem robu pa ima lunik lunasto zaobljeno liso, po kateri je dobil ime. Zadnja krila so kremasto bela. Gosenica je črna z belimi in rumenimi črtami. Metulj prezimi kot buba, spomladi pa izleti imago.